# Maria Seymour-Conway
Maria Emilia Seymour-Conway, marquise de Hertford (née Fagnani ; 24 août 1771 - 2 mars 1856), surnommée Mie-Mie, est une noble britannique d'origine italienne.

## Biographie

### Origines
Fille illégitime de Costanza Brusati, devenue par mariage marquise Fagnani, sa véritable paternité reste entourée de controverses.
Au cours de leurs longs voyages en Europe du Nord, le marquis Giacomo II Fagnani et son épouse Costanza Brusati rencontrent en Angleterre Henry Herbert (10e comte de Pembroke), un aristocrate anglais bien connu pour ses intrigues amoureuses avec des femmes italiennes. Les trois voyagent ensemble et le comte de Pembroke commence une liaison secrète avec la marquise Fagnani.
À l'hiver 1769, Costanza Brusati (qui quitte son mari) et le comte de Pembroke arrivent à Londres, où il la présente à un ami, William Douglas (4e duc de Queensberry), qui compte parmi les bons vivants les plus connus du règne de George III et est connu sous le nom de « Old Q » parce que cette lettre est peinte sur la porte de sa voiture. Peu de temps après, Douglas et Costanza Brusati entament une relation.
Le 25 août 1771, au White's club de St James's, Douglas envoie une lettre à son ami George Selwyn (un éminent homme politique) que la nuit précédente, la marquise Fagnani a donné naissance à une fille nommée Maria Emilia, et qu'il est le père. Selwyn prend la garde du nouveau-né et l'élève comme sa propre fille, faisant naître des rumeurs selon lesquelles il pourrait en fait être le vrai père.

### Garde
Peu après août 1771, Costanza Brusati revient avec son mari qui reconnait Maria Emilia (connue dans la famille sous le nom de Mie-Mie) comme sa fille ; cependant l'enfant reste en Angleterre. Ils ont plus tard deux enfants : Federico (né en 1775) et Antonia Barbara Giulia Faustina Angiola Lucia (surnommée Antonietta, née en 1778).
Costanza, pour faire plaisir à ses beaux-parents Federico II Fagnani et Rosa Clerici, demande en 1777 que Douglas intervienne pour tenter de ramener sa fille en Italie. Cependant, il refuse d'intercéder avant que Selwyn ne soit néanmoins contraint d'amener Mie-Mie à Paris afin que sa mère puisse la ramener à Milan.
En 1786, après la mort de Federico II Fagnani, George Selwyn arrive en Italie pour convaincre Costanza de lui rendre Mie-Mie. À la fin, la marquise accepte et permet à George Selwyn de nommer sa fille comme son héritière, de plus, le duc de Queensberry laisse une grande partie de sa fortune à Maria Emilia à sa mort en 1810.

### Mariage
Le 18 mai 1798, Maria Emilia épouse Francis Seymour-Conway, comte de Yarmouth, fils et héritier de Francis Ingram-Seymour-Conway (2e marquis d'Hertford). Ils ont trois enfants :
- Lady Frances Maria Seymour-Conway (décédée en 1822).
- Richard Seymour-Conway, 4e marquis de Hertford (1800–1870).
- Henry Seymour-Conway (1805-1859).

On dit que lorsque le roi George III était fou, il a annoncé qu'il allait prendre Lady Yarmouth comme maîtresse.

### Séparation d'avec son mari
Malgré sa richesse, la famille Seymour-Conway n'a jamais accepté Maria Emilia en raison de son origine illégitime, et à la fin cela affecte son mariage : après la naissance de son dernier enfant, elle déménage à Paris, où elle reste jusqu'à la fin de sa vie. Parce qu'elle n'a jamais divorcé de son mari, à la mort de son beau-père en 1822, elle devient « marquise de Hertford ».

## Héritage
La bataille complexe pour la garde de Mie-Mie et surtout son existence controversée pendant de nombreuses années à Londres et à Paris ont un écho considérable dans la société aristocratique et bourgeoise de son temps. William Makepeace Thackeray parodie son mari en tant que marquis de Steyne dans son chef-d'œuvre, Vanity Fair,.